# Университет Торонто Метрополитен

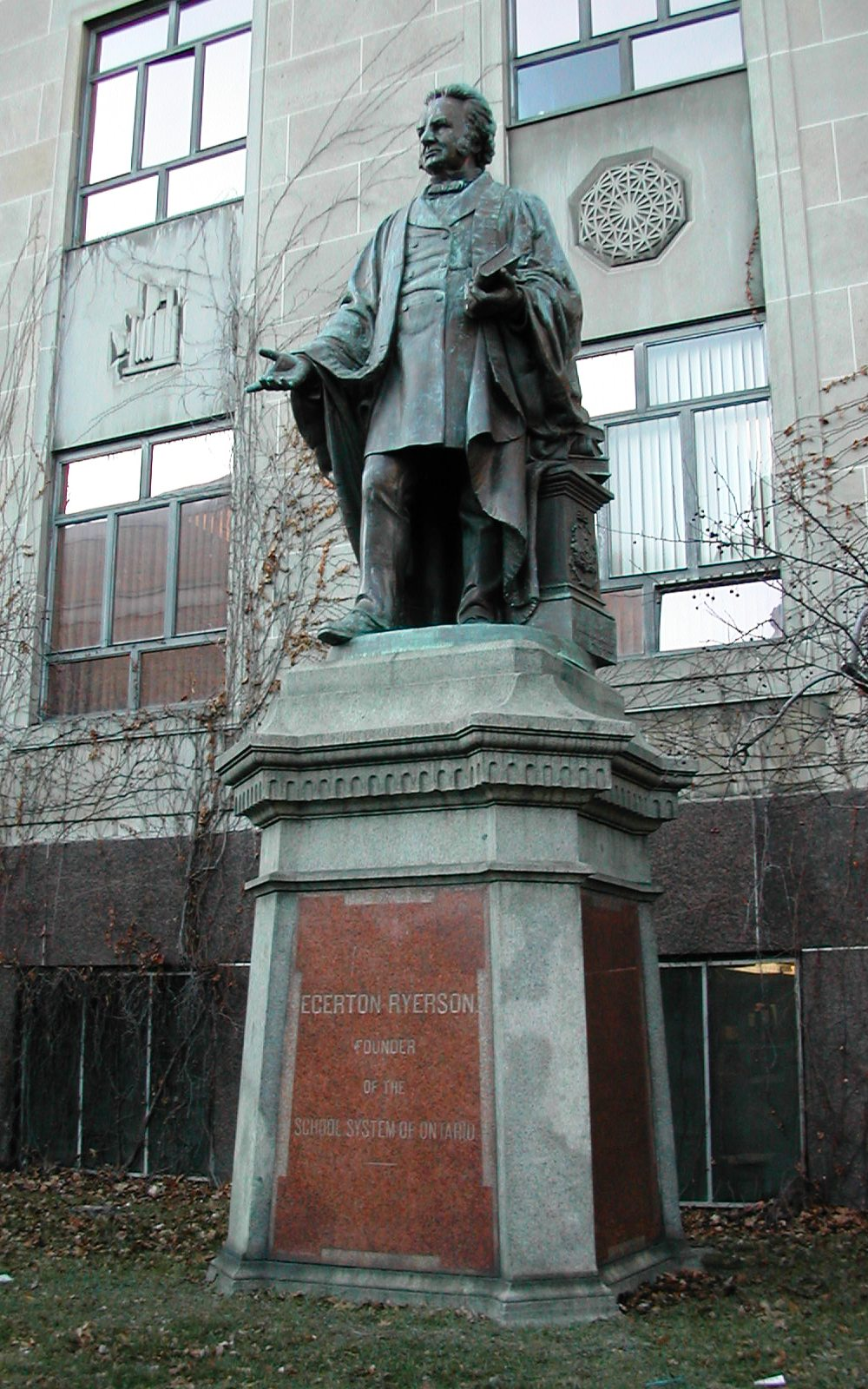
Статуя Эгертона Райерсона, в честь которого назван университет. Была сброшена с постамента в ходе студенческих протестов в 2020 г.

Университет Торонто Метрополитен (англ. Toronto Metropolitan University, TMU, до 2022 года Университет Райерсона, англ. Ryerson University) — канадский публичный университет, основанный в 1948 году. Расположен в центральной части г. Торонто, столицы провинции Онтарио. Назван в честь Эгертона Райерсона, канадского министра образования в начале XIX века.
По состоянию на 2005 г. университет насчитывал более 20 тыс. студентов. Является важнейшим из университетов Канады бакалаврской ступени (без дальнейшей магистерской и докторской программы). В особенности известен своими программами, связанными со средствами массовой информации и прикладным искусством (радио, журналистика, архитектура интерьера, фото- и киноискусство, новые средства массовой информации).
При университете функционирует колледж повышения квалификации для взрослых (G. Raymond Chang School of Continuing Education), включающий 60 тыс. студентов.
В 2006 г. университет занимал 5-е место в ряду университетов профессионального образования.
В 2021 г. совет университета принял решение начать дискуссию о смене названия университета в связи с ключевой ролью Райерсона в основании интернатов для индейцев.